# Municipio de Worth (condado de Centre)
El municipio de Worth (en inglés: Worth Township) es un municipio ubicado en el condado de Centre en el estado estadounidense de Pensilvania. En el año 2000 tenía una población de 835 habitantes y una densidad poblacional de 14.9 personas por km².

## Geografía
El municipio de Worth se encuentra ubicado en las coordenadas 40°49′00″N 78°07′59″O / 40.81667, -78.13306.

## Demografía
Según la Oficina del Censo en 2000 los ingresos medios por hogar en la localidad eran de $42,250 y los ingresos medios por familia eran de $49,773. Los hombres tenían unos ingresos medios de $30,221 frente a los $23,194 para las mujeres. La renta per cápita de la localidad era de $17,999. Alrededor del 7,7% de la población estaba por debajo del umbral de pobreza.